# Zorzines minima
Zorzines minima là một loài bướm đêm trong họ Noctuidae.